# ملک‌آباد (یوسف‌وند)
ملک‌آباد روستایی در دهستان یوسف وند بخش مرکزی شهرستان سلسله استان لرستان ایران است.

## جمعیت
بر پایه سرشماری عمومی نفوس و مسکن در سال ۱۳۹۵ جمعیت این مکان ۹۶ نفر (۲۱خانوار) بوده‌است.